# Парментьера свеченосная
Парментьера свеченосная, известное также как «Свечное дерево»  (лат. Parmentiera cereifera) — вид растений рода Парментьера (Parmentiera) семейства Бигнониевые (Bignoniaceae). Естественным ареалом является Панама. Оно также было интродуцировано на территории Кубы, Доминиканской Республики, Гаити, Ямайки, Пуэрто-Рико и Тринидада и Тобаго.
Название «Свечное дерево» связано с тонкими и длинными плодами, которые по своей форме и цвету напоминают свечи.

## Ботаническое описание
Небольшое дерево диаметром до 20 см и высотой до 7 м. Оно обычно имеет множество ветвей у основания, с сильно восходящими главными ветвями и раскидистой кроной. Веточки округлые и полуопушённые. Часто встречаются двойные узлы с парой мелких листочков в пазухах более крупной пары. Иногда появляются листовидные ложные прилистники, длиной 6–10 мм и шириной 3–4 мм.

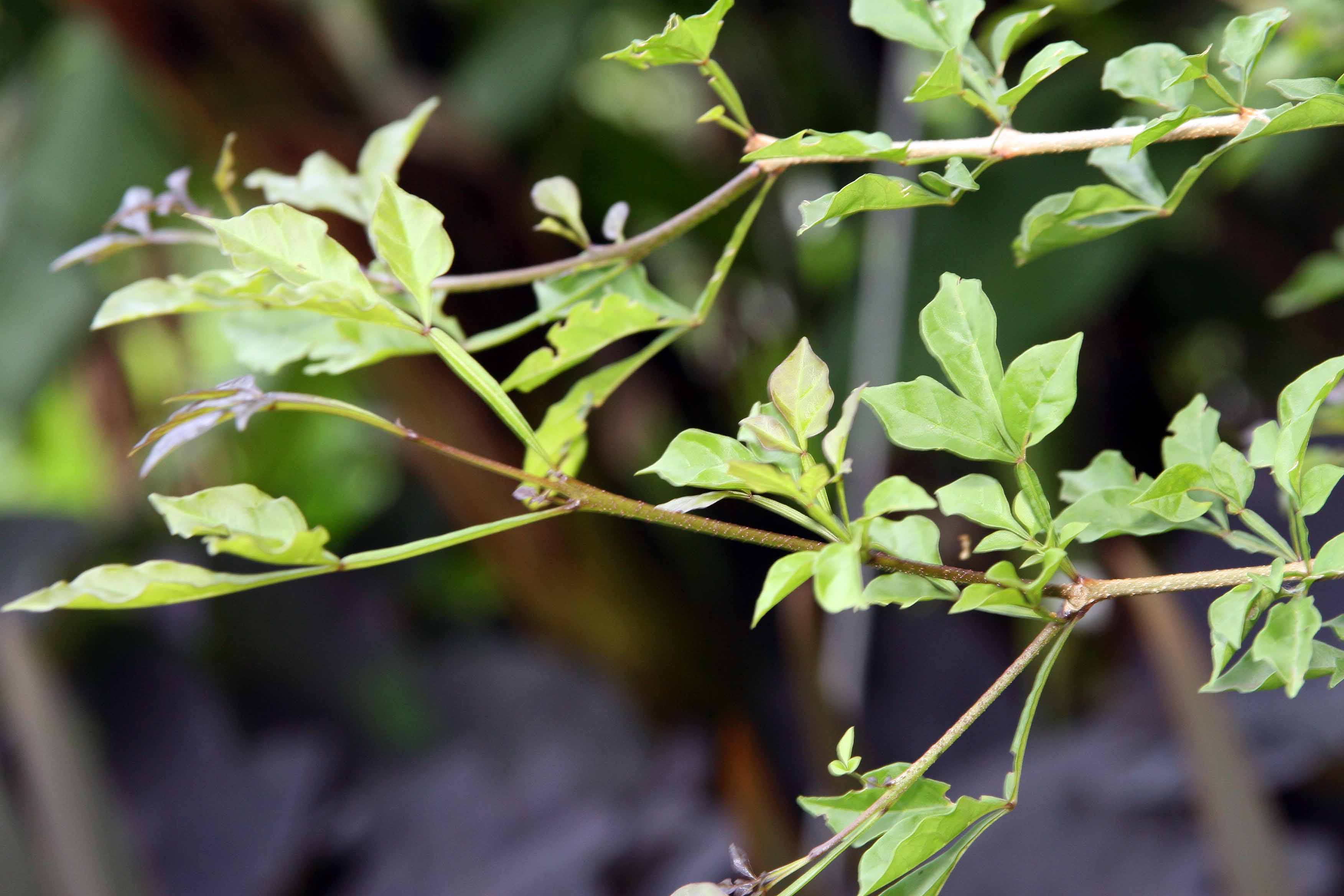
Листья

Листья супротивные и состоят из трёх листочков. Листочки имеют форму от эллиптической до эллиптически-ромбовидной, с заострёнными концами и огибающим основанием. Конечный листочек достигает длины 3,6–9,5 см и ширины 1,4–4 см, а боковые листочки имеют размеры 3,0–6,5 см в длину и 1,4–3,6 см в ширину. Листочки перепончатые, с 4–6 парами вторичных жилок и некоторыми чешуйчатыми участками, особенно на нижней стороне. Они опушены вдоль средней жилки как с верхней, так и с нижней стороны и обычно имеют несколько пластинчатых желез вдоль средней жилки снизу. Окраска листьев может быть от оливковой до черноватой.
Черешок заметно крылатый, с длиной 2,4–6,2 см и шириной крыла до 0,4 см. Крыло самое широкое у вершины и основания, с лёгким шероховатым оттенком на средней жилке. Соцветия представлены одиночными цветками или пучками из 2–3 цветков на коротких побегах, расположенных на более крупных ветвях или стволе. Цветоножки представляют собой чешуевидные структуры длиной 0,9–1,6 см.

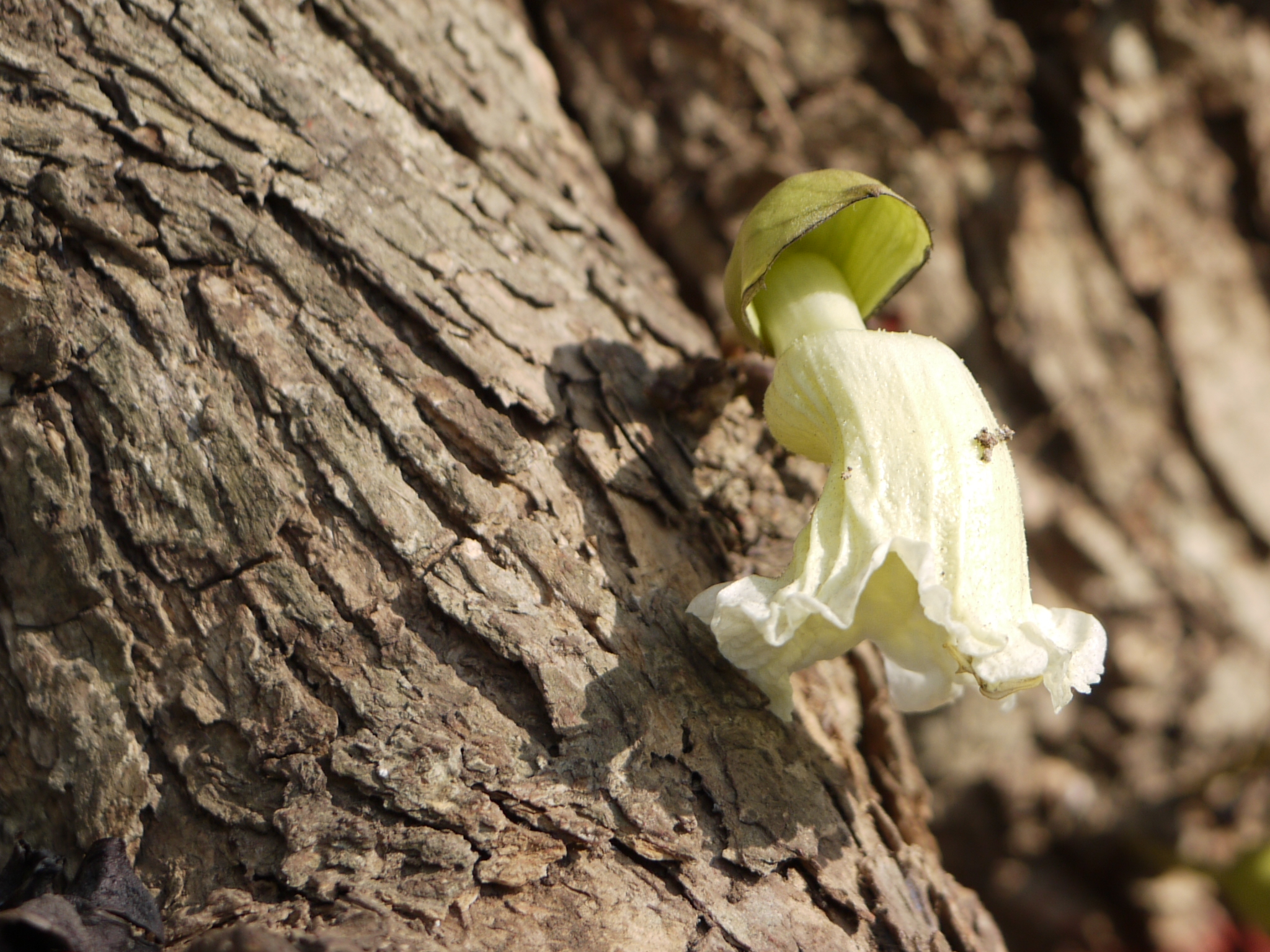
Цветок

Цветки обладают мускусным ароматом. Чашечка неравномерно рассечена на вентральной стороне и имеет размеры 1,9–4,9 см в длину и 0,9–2,9 см в ширину. Она слегка чешуйчатая, особенно у основания. Венчик чисто-белый, трубчатый, слегка мясистый и достигает длины 3,7–6,4 см и ширины 1,8–2,9 см у устья, а его трубка имеет длину 2,5–4,0 см. Лопасти венчика в основании сросшиеся, длиной 1,0 см, большей частью голые на всей длине.
Тычинки полувыступающие, с толстыми пыльниками, которые частично расходятся. Длина пыльников 5-8 мм, передние нити прикреплены на 1,1–1,8 см от основания трубки венчика и достигают длины 2,6–3,5 см, а задние нити прикреплены на 1,2–1,7 см от основания трубки венчика и имеют длину 2,7–3,2 см. Стаминодии 1,0–1,9 см вставлены на 0,9–2,3 см от основания трубки венчика. Пестик достигает длины 3,1–4,8 см, а завязь имеет линейно-цилиндрическую форму с размерами 7–8 мм в длину и 1,5–2 мм в ширину. Семяпочки размещены неравномерно в 8-10 рядах.

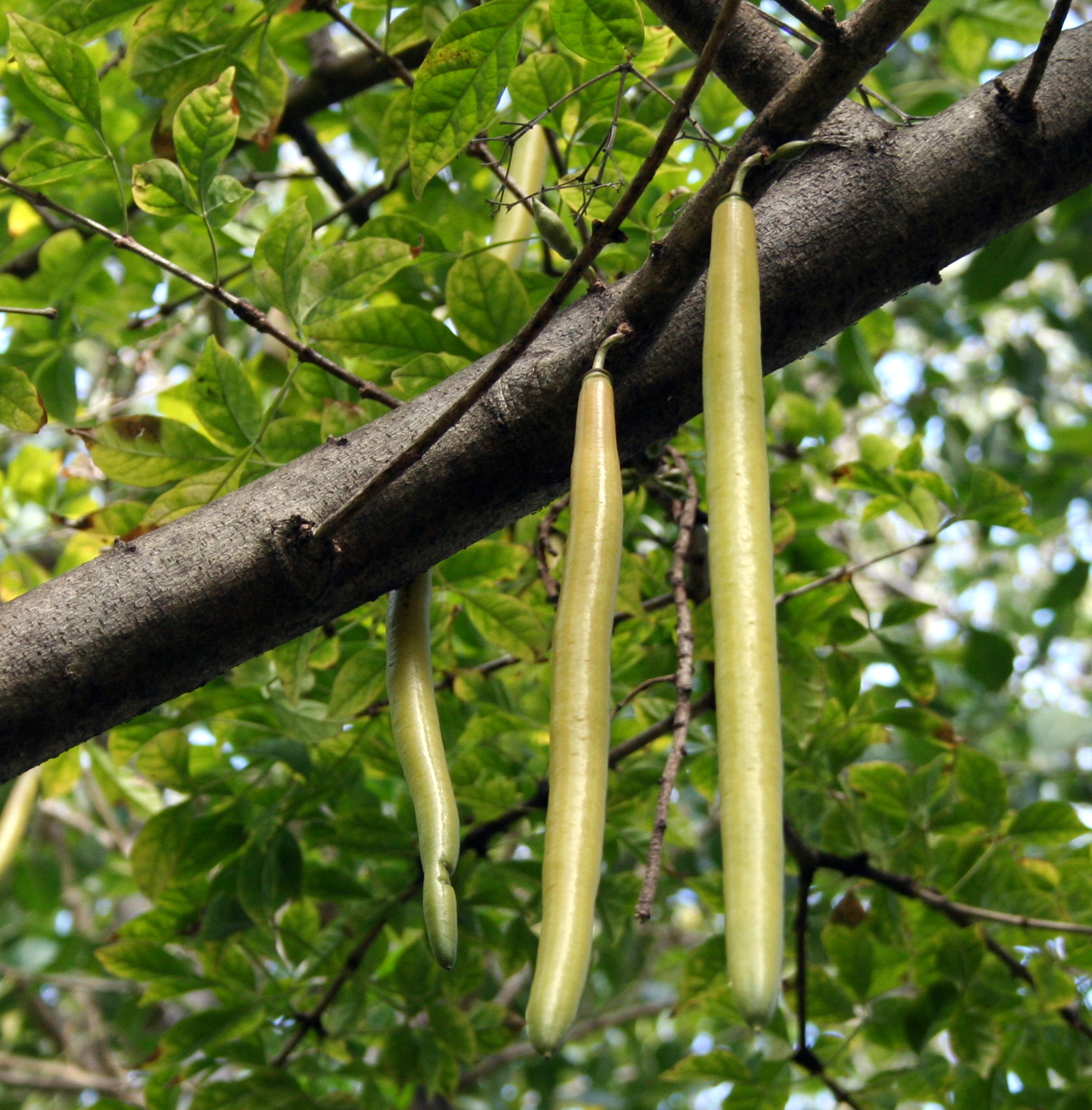
Плоды

Плоды удлинённо-линейные и имеют полукруглое поперечное сечение. Длина плодов составляет 39–54 см, а ширина 1,0–2,4 см. Они голые или редко чешуйчатые, восково-жёлтые. Плоды разделены на мясистую часть, окружающую семена, и волокнистую центральную сердцевину, окруженную семенами. Семена мелкие и тонкие, имеют размеры 3–4 см в длину и 3–4 см в ширину.

## Таксономия
Parmentiera cereifera Seem., первое упоминание в Hooker's J. Bot. Kew Gard. Misc. 3: 302 (1851).